# 大奥柳达瓜
大奥柳达瓜（葡萄牙語：Olho d'Água Grande）是巴西阿拉戈斯州的一个市镇。总面积118.51平方公里，总人口4759人，人口密度40.2人/平方公里。